# 4. септембар
4. септембар (4.9.) је 247. дан у години по грегоријанском календару (248. у преступној години). До краја године има још 118 дана.

## Догађаји
- 476 — Одоакар је срушио Западно римско царство и постао први варварски краљ Италије свргавањем цара Ромула Аугустула.
- 929 — Саксонска војска је после битке код Ленцена убила или заробила све Словене који су бранили тврђаву Ленцен.
- 1479 — Католички краљеви Кастиље и Арагона су потписали споразум из Алкасове са португалским краљем Алфонсом V и његовим сином, принцом Жоаом чиме је окончан Рат за кастиљанско наслеђе.
- 1669 — Млетачка република је предала Турцима грчко острво Крит, не успевши да одбрани град Ираклион, који је био под турском опсадом од 1648.
- 1843 — Тереза Кристина од Обеју Сицилија се ударала за Педра II од Бразила на државној церемонији.
- 1870 — Француска је постала република, чиме је окончано Друго француско царство Наполеона III. Цар је свргнут са власти након тешког пораза у бици код Седана 2. септембра у француско-пруском рату.
- 1886 — Поглавица Апача Џеронимо, вођа последње велике побуне америчких Индијанаца против белих поробљивача, предао се у Скелетон кањону у Аризони америчком генералу Нелсону Мајлсу.
- 1912 — Завршен је Албански устанак из 1912. када се турска влада сложила да испуни захтеве устаника.
- 1929 — Немачки дирижабл „Гроф Цепелин“ је окончао путовање око света. Лет је трајао девет дана 20 сати и 23 минута, а на ваздушном броду је било 40 чланова посаде и 14 путника.
- 1944 — Британске и канадске трупе ослободиле су у Другом светском рату белгијске градове Брисел и Антверпен.
- 1970 — У Чилеу је Салвадор Аљенде као први марксиста у западној хемисфери изабран за председника државе. Убијен је у септембру 1973. у пучу чилеанске армије.
- 1972 — На Олимпијским играма у Минхену амерички пливач Марк Спиц освојио је седму медаљу и тиме поставио рекорд у освојеним медаљама на једној Олимпијади.
- 1974 — САД су као последња западна земља успоставиле дипломатске односе са Немачком Демократском Републиком.
- 1975 — Израел и Египат су у Женеви потписали споразум о повлачењу израелских трупа са Синаја и успостављању тампон зоне УН на полуострву.
- 1992 — Бивши председник Бугарске Тодор Живков, који је смењен 1989, осуђен је на седам година затвора под оптужбом за проневеру државних фондова.
- 1995 — Под геслом „Уједињени Јерусалим је наш“, Израел је започео 15-месечну прославу 3000. годишњице прогласа краља Давида о том граду као престоници јеврејског народа.
- 1997 — У експлозији три бомбе у Јерусалиму погинуло је седам и рањено око 200 људи.
- 1998 — Трибунал УН за ратне злочине у Руанди осудио је бившег премијера Жана Камбанду на доживотни затвор због његове улоге у геноциду током рата 1994.
- 1998 — Лари Пејџ и Сергеј Брин су у Менло Парку основали Гугл да промовишу свој аглоритам за претрагу интернета који су развили као студенти на Стенфорду.
- 1999 — На референдуму о будућем статусу Источног Тимора 78,5% становништва гласало је за независност од Џакарте, док је свега 21% подржало аутономију под индонежанском управом. Проиндонежанске снаге су потом изазвале сукобе у којима је страдало неколико стотина људи, а десетине хиљада напустиле су главни град Дили.
- 2001 — Махендра Чадри, први етнички Индијац који је био премијер Фиџија, изабран је за посланика парламента, заједно са Џорџом Спејтом, који је 16 месеци раније оборио Чадријеву владу.
- 2020 — Србија и Приштина су потписали економску изјаву о намерама у Сједињеним Државама која је водила ка свеопштој нормализацији односа који је председник привремених приштинских институција Хашим Тачи оцени као „историјски”. Последица те изјаве је израелско признавање Приштине и српско признавање Јерусалима као главнога града Израела.

## Рођења
- 1768 — Франсоа Рене де Шатобријан, француски књижевник, политичар и дипломата. (прем. 1848)[1]
- 1824 — Антон Брукнер, аустријски композитор и музички теоретичар. (прем. 1896)
- 1852 — Јанко Керсник, словеначки писац и политичар. (прем. 1897)[2]
- 1887 — Радоје Љутовац, српски артиљерац који је топом оборио непријатељски авион 1915. године. (прем. 1968)
- 1888 — Оскар Шлемер, немачки сликар, вајар, дизајнер и кореограф. (прем. 1943)
- 1892 — Даријус Мијо, француски композитор. (прем. 1974)
- 1896 — Антонен Арто, француски драматург, глумац, редитељ, песник и есејиста. (прем. 1948)
- 1913 — Кенсо Танге, јапански архитекта. (прем. 2005)
- 1931 — Мици Гејнор, америчка глумица, певачица и плесачица. (прем. 2024)
- 1934 — Едуард Хиљ, руски певач. (прем. 2012)
- 1943 — Љубомир Михајловић, српски фудбалер.
- 1948 — Мајкл Бериман, амерички глумац.
- 1949 — Дадо Топић, хрватски музичар.
- 1950 — Александар Берчек, српски глумац.
- 1950 — Радмило Иванчевић, српски фудбалски голман и фудбалски тренер.
- 1956 — Бранко Вукојевић, српски сценариста и музички критичар. (прем. 2003)
- 1960 — Дејмон Вејанс, амерички стендап комичар, глумац, сценариста и продуцент.
- 1970 — Игор Кавалера, бразилски музичар, најпознатији као суоснивач и бубњар групе Sepultura.
- 1972 — Данијел Нестор, канадски тенисер.
- 1972 — Карлос Понсе, порторикански глумац и музичар.
- 1973 — Миодраг Пантелић, српски фудбалер.
- 1973 — Холи Сампсон, америчка порнографска глумица.
- 1977 — Ненад Миросављевић, српски фудбалер.
- 1978 — Вес Бентли, амерички глумац.
- 1978 — Данијел Љубоја, српски фудбалер.
- 1979 — Кристина Крепела, хрватска глумица.
- 1981 — Бијонсе, америчка музичарка, глумица и плесачица.[3]
- 1983 — Гај Пнини, израелски кошаркаш[4]
- 1984 — Камила Бордонаба, аргентинска глумица, музичарка, плесачица и редитељка.
- 1984 — Деметрис Николс, амерички кошаркаш.
- 1985 — Раул Албиол, шпански фудбалер.
- 1989 — Рикардињо, бразилски фудбалер.
- 1991 — Александар Атанасијевић, српски одбојкаш.
- 1991 — Петар Бојић, српски фудбалер.
- 1993 — Аслан Карацев, руски тенисер.

## Смрти
- 1588 — Роберт Дадли, енглески државник и племић. (рођ. 1532)
- 1899 — Јован Ристић, српски државник. (рођ. 1831)
- 1907 — Едвард Григ, норвешки композитор, пијаниста и диригент. (рођ. 1843)
- 1951 — Луј Адамич, амерички књижевник словеначког порекла. (рођ. 1898)[5]
- 1963 — Робер Шуман, француски државник и финансијски стручњак. (рођ. 1810)
- 1965 — Алберт Швајцер, алзашки лекар, филозоф, теолог, музичар и хуманиста, добитник Нобелове награде за мир 1952. (рођ. 1875).
- 1989 — Жорж Сименон, француски писац. (рођ. 1903)
- 1999 — Љубо Шкиљевић, југословенски и српски глумац. (рођ. 1941)
- 2006 — Стив Ервин, аустралијски зоолог, природњак и телевизијски водитељ (рођ. 1962).
- 2006 — Петар Банићевић, српски глумац. (рођ. 1930)
- 2016 — Зоран Шами, српски политичар. (рођ. 1948)
- 2024 - Борисав Бора Ђорђевић, фронтмен групе "Рибља чорба" и песник. (рођ. 1952)
- 2024 - Рада Ђуричин, српска глумица. (рођ. 1934)

## Празници и дани сећања
- 1781 — Шпански насељеници су основали „Град наше госпе краљице анђела“, данашњи Лос Анђелес.